# Down III: Over the Under
Albums de Down
Down II: A Bustle in Your Hedgerow
(2002) Down IV Part I: The Purple EP
(2012)
Down III : Over The Under est le troisième album du groupe Down, sorti en 2007. 

## Pistes de l'album
1. « Three Suns And One Star » - 5:40
2. « The Path » - 4:10
3. « N.O.D. » - 4:00
4. « I Scream » - 3:48
5. « On March The Saints » - 4:10
6. « Never Try » - 4:55
7. « Mourn » - 4:43
8. « Beneath The Tides » - 5:32
9. « His Majesty The Desert » - 2:25
10. « Pillamyd » - 5:14
11. « In The Thrall Of It All » - 6:20
12. « Nothing In Return (Walk Away) » - 8:55
13. « Invest In Fear (Bonus) »